# 461 Ocean Boulevard
461 Ocean Boulevard er et blues rock album fra 1974 af Eric Clapton. Det er hans første album efter afvænning fra heroin. Det har navn efter adressen på Criteria Studios i Miami, hvor det er optaget. Coveret viser et billede af studiet.
Efter opløsningen af Derek and the Dominoes i 1971 var Clapton helt ødelagt af stofmisbrug og trak sig tilbage. I de følgende år optrådte han kun to gange, ved The Concert for Bangladesh og Rainbow Concert, som Pete Townshend arrangerede i 1973 for at hjælpe Clapton med sin afvænning. 
I 1974 var Clapton imidlertid afvænnet, og han vendte sammen med producer Tom Dowd tilbage til Criteria Studios i Miami, hvor de to havde samarbejdet om optagelsen af Layla and Other Assorted Love Songs. Clapton sammensatte et nyt hold musikere, hvoraf kun Carl Radle var genganger fra tidligere. Dette hold, inkl. Yvonne Elliman, Albhy Galuten, George Terry, Jamie Oldaker og Carl Radle, kom til at udgøre grundstammen i Claptons gruppe i de følgende år.
461 Ocean Boulevard er mere fokuseret på melodier og mindre på den enkelte musikers færdigheder og på soli end tidligere arbejde fra Clapton. Ved udgivelsen hæftede en del kritikere sig ved at albummet manglede eksperimenteren og kunstnerisk udvikling. Andre hæftede sig ved sammenspillet, musikkens ligefremhed og spilleglæden. Albummet blev fra starten en salgsmæssig succes, og coverversionen af Bob Marleys I Shot The Sherif toppede hitlisterne i flere lande. Albummet opnåede i august 1974 en 1. plads på Billboard 200's liste over mest solgte albums i USA og etablerede Clapton som solo-kunstner. 
Claptons udgave af I Shot The Sherif regnes af mange for at være det første reggaehit, og fik stor betydning for Bob Marleys karriere og bragte for første gang reggae ud til et bredt publikum. Claptons udgivelse var derved med til at starte reggae-bølgen i USA og Europa.

## Medvirkende
- Eric Clapton – dobro, guitar, vokal (musik)
- Yvonne Elliman – vokal, kor
- Tom Bernfield – vokal, kor
- Albhy Galuten – orgel, synthesizer, klaver, clavichord, elektrisk klaver
- Dick Sims – orgel, el-bas, keyboard
- George Terry – guitar, klaver, kor
- Carl Radle – el-bas
- Jamie Oldaker – percussion, trommer
- Al Jackson, Jr. – trommer
- Jim Fox – trommer

## Numre
1. Motherless Children (Trad.)
2. Give Me Strength (Clapton)
3. Willie and the Hand Jive (Johnny Otis)
4. Get Ready (Clapton/Elliman)
5. I Shot the Sherif (Bob Marley)
6. I Can't Hold Out (Elmore James)
7. Please Be With Me (Boyer)
8. Let It Grow (Clapton)
9. Steady Rollin' Man (Robert Johnson)
10. Mainline Florida (Terry)

På det oprindelige album optræder "Better Make It Through Today" som 2. nummer. Dette nummer blev udeladt ved genudgivelsen og "Give Me Strength" (oprindeligt 11. nummer) flyttet op som nummer 2. Der findes dog også en (ret sjælden) CD-udgave med 11 numre i den oprindelige rækkefølge.
I 2004 blev der udgivet en remaster "deluxe edition" på 2 CD'er. Denne indeholder en række koncertoptagelser, de fleste fra Hammersmith Odeon i London.

### Numre på Deluxe Edition
CD 1 indeholder de oprindelige 10 numre, samt følgende:
1. Walkin' Down The Road (Musgrave & Levine)
2. Ain't That Loving You (Reed)
3. Meet Me (Down At The Bottom) (Dixon)
4. Eric After Hour Blues (Clapton)
5. B Minor Jam (Clapton)

CD 2
1. Smile (Live) (Chaplin, Parsons, & Phillips)
2. Let It Grow (Live) (Clapton)
3. Can't Find My Way Home (Live) (Winwood)
4. I Shot The Sheriff (Live) (Bob Marley)
5. Tell The Truth (Live)
6. The Sky Is Crying/Have You Ever Loved A Woman/Rambling On My Mind (James, Robinson, & Lewis/Myles/Johnson)
7. Little Wing (Live) (Jimi Hendrix)
8. Singin' The Blues (Live) (McCreary)
9. Badge (Live)(Clapton)
10. Layla (Live)(Clapton)
11. Let It Rain (Live) (Bramlett & Clapton)